# 2041
L'any 2041 (MMXLI) serà un any comú que començarà en dimarts segons el calendari gregorià, l'any 2041 de l'era comuna (CE) i Anno Domini (AD), el 41è any del tercer mil·lenni, el 41è any del segle xxi, i el segon any de la dècada del 2040.

## Esdeveniments
- Es compleixen 40 anys de la fundació de Viquipèdia, que fou fundada el 15 de gener de 2001.

Països Catalans
Resta del món
- 10 de març - El pas del cometa 14P / Volfa prop de Júpiter. El diàmetre del nucli del cometa s'estima en 4,6 km.
- Finalització programada del projecte proposat per crear un ferrocarril que uneix Moscou amb Nova York.[1]
- L'associació d'empresa conjunta entre Volkswagen Group China i SAIC Motor s'ha d'acabar.[2]

## Naixements
Països Catalans
Resta del món

## Necrològiques
Països Catalans
Resta del món